# Sterpaglia e boschi di Sant'Elena
La sterpaglia e boschi di Sant'Elena è un'ecoregione dell'ecozona afrotropicale, definita dal WWF (codice ecoregione: AT0720), costituita dall'isola di Sant'Elena, nel sud dell'oceano Atlantico.

## Territorio
Si tratta di un'ecoregione di savana con una superficie totale di circa 122 km². È un'isola vulcanica di circa 14 milioni di anni di età, con alte scogliere e profonde valli scavate dall'erosione. Il clima è secco e subtropicale.

## Flora
I boschi che anticamente coprivano le alture dell'isola, formati principalmente dall'albero asteraceo Commidendrum robustum, sono praticamente scomparsi a causa soprattutto dell'introduzione delle capre e della massiccia deforestazione. La maggior parte dell'isola è attualmente ricoperta da pascoli, piantagioni abbandonate di lino della Nuova Zelanda (Phormium), boschi ripopolati e macchia; sono state introdotte molte specie di piante esotiche, come il fico d'India (Opuntia ficus-indica), la lantana camara (Lantana camara), il pepe rosa (Schinus terebinthifolia), Chrysanthemoides monilifera, il ginepro delle Bermuda (Juniperus bermudiana), la canapa di Mauritius (Furcraea foetida), il pino marittimo (Pinus pinaster), il pitosforo del Capo (Pittosporum viridiflorum), il fico degli Ottentotti (Carpobrotus edulis), la bignonia gialla (Tecoma stans) e la mimosa chenille (Acacia longifolia). Tra le 60 specie di piante endemiche ricordiamo la felce arborea Dicksonia arborescens, la sterculiacea Trochetiopsis ebenus, l'olivo di Sant'Elena (Nesiota elliptica) e le asteracee Commidendrum spurium e Commidendrum rotundifolium.

## Fauna
Sull'isola non vi sono specie native di mammiferi e rettili. Almeno quattro uccelli terrestri endemici si sono estinti in tempi storici: due ralli incapaci di volare (Aphanocrex podarces e Porzana astrictocarpus), un cuculo (Nannococcyx psix) e un'upupa (Upupa antaios). Altrettanto endemico è il corriere di Sant'Elena (Charadrius sanctaehelenae). Vi sono molte specie endemiche di invertebrati, tra cui 157 coleotteri e la famosa forbicina di Sant'Elena (Labidura herculeana), la più grande del mondo, che poteva superare gli 8 cm di lunghezza ed è stata dichiarata estinta nel 2014.

## Conservazione

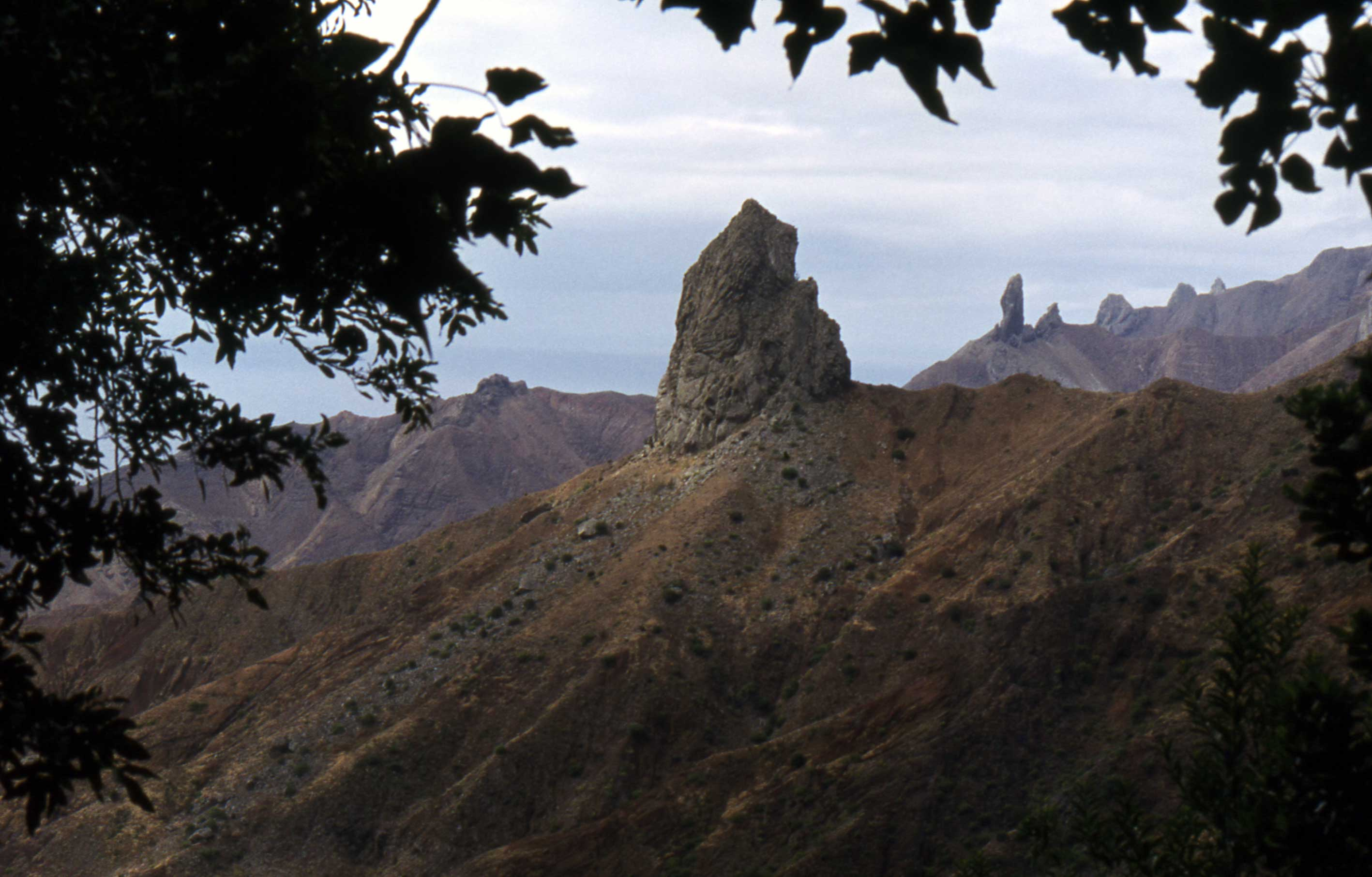
Panorama roccioso nella regione

L'ecoregione è considerata in pericolo critico: meno dell'1% della superficie dell'isola conserva la sua vegetazione originaria. L'aeroporto, completato nel 2016, e il progetto di costruzione di varie installazioni ricettive per i turisti minacciano una regione semidesertica che conserva tuttora vegetazione nativa. Esistono varie aree protette e un parco nazionale, quello del Diana's Peak.